# Rise of the Imperial Hordes
Rise of the Imperial Hordes è il primo album in studio del gruppo musicale statunitense Krieg, pubblicato nel 1998 dalla Blood, Fire, Death.

## Tracce
1. The Arrival – 1:02
2. Alarum – 3:21
3. The Great Black Death – 3:02
4. As Humanity Fades – 3:19
5. My Weeping Soul, Part 2 – 2:24
6. Coronation – 3:37
7. End of Time – 4:33
8. Calamity from the Skies – 2:59
9. Reunion of the Ancients – 1:46
10. Path of Soth – 5:07
11. The Ascension – 2:24

## Formazione

### Gruppo
- Lord Soth – voce, chitarra, basso, tastiere
- Lord Imperial – voce, chitarra, tastiere